# 大阪府立堺西高等学校
大阪府立堺西高等学校（おおさかふりつ さかいにしこうとうがっこう）は、大阪府堺市南区にある普通科の公立高等学校。

## 概要
堺市の南部、泉北ニュータウン栂地区に立地する高等学校である。全日制普通科を設置する。2010年度より体育・芸術の専門コースを設置し、希望者は2・3年で体育や芸術（音楽・美術・書道）に関する科目を多く履修することが可能となるカリキュラムが組まれている。
旧制堺市立高等女学校（1907年創立）・旧制堺市立百舌鳥高等女学校（1943年創立）の2校が前身校として位置づけられている。学校では、堺市立高等女学校の前身である堺女子手芸学校が創立した1907年を創立年としている。1978年までは堺市立堺高等学校だったが、1979年に堺市から大阪府に移管されて大阪府立堺西高等学校となった。

## 沿革

### 旧制学校時代
旧制堺市立高等女学校は1907年、堺女子手芸学校として堺市車之町1丁（現・堺区）に創立した。1918年に堺市立実科高等女学校に改編され、さらに1924年に堺市立高等女学校へ改編したのち、1927年には堺市耳原町1392番地（現在の堺区大仙西町2丁）に移転した。
一方で旧制堺市立百舌鳥高等女学校は1943年、堺市百舌鳥赤畑町（現・北区）に創立した。発足当初は、国民学校高等科2年修了者を入学対象とした2年制の甲種学校だった。金岡・浜寺・鳳・深井の4実践女学校を統合し発展させる形で設置され、最初の1年間は百舌鳥実践女学校を併設していた。1946年に3年制高等女学校に改編されている。

### 学制改革
1948年の学制改革に伴い堺市立高等女学校は1949年3月に廃校となり、在校生は大阪府立三国丘高等学校・大阪府立泉陽高等学校へ転学した。
いわゆる高校三原則による男女共学の導入により、1948年の新制高等学校発足当初、府立堺中学校（三国丘高校）・府立堺高等女学校（泉陽高校）・堺市立高等女学校の3校で生徒交流をおこなって3校を男女共学にする予定だった。しかし当時府立校と市立校の間に学校格差があったことを背景に生徒交流作業が進まず、堺中学校から堺市立高等女学校に移ることになった男子生徒が強く拒否するなどして紛糾した。最終的には堺市立高等女学校の校長が同校を廃校にする決断をおこない、府立校2校での生徒交流となった。
旧堺市立高等女学校敷地は新制堺市立第四中学校（現在の堺市立大浜中学校）および堺市立第五中学校（現在の堺市立陵西中学校）の2校が仮校舎として使用することになった。
一方で堺市立百舌鳥高等女学校は新制堺市立百舌鳥高等学校へ改編され、堺市立工業高等学校敷地内に移転した。百舌鳥高等学校は、理由は不明とされているものの、近隣校の生徒交流による男女共学化の対象にはならなかった。手続き上は堺工業高校との同居で男女共学にするという名目としたものの、実際には学校関係者の希望などもあり、百舌鳥高等学校は女子校として運営されることになった。大阪府で男女別学の公立高等学校は、百舌鳥高等学校が当時唯一だった。

### 堺市立堺高等学校
堺市立新制中学校はその後、正式な校地が決定して移転し、旧堺市立高等女学校校地から退去した。このことに伴い、1949年12月以降堺市立百舌鳥高等学校が旧制堺市立高等女学校敷地を使用することになった。
旧制堺市立高等女学校・旧制堺市立百舌鳥高等女学校（百舌鳥高等学校）の2校は直接的に合併しているわけではないが、校地を継承したことや同窓会が合併したことなどから、学校沿革史の上では2校とも大阪府立堺西高等学校の前身校として扱われている。
堺市立百舌鳥高等学校は1951年、堺市立堺高等学校へ改称している。なお、2008年創立の堺市立堺高等学校は同じ名称を使用しているが、同校とは学校沿革史上の直接のつながりや連続性はない。

### 府立高校への移管
1970年代になり、大阪府立高校への移管方針が浮上し具体化した。移管構想には、以下のような堺市や大阪府の事情があった。
- 普通科高校として教育水準を維持向上するには府立への移管をした方がよいと判断した堺市の思惑。
- 高校生急増期を迎えて普通科高校の増設の必要に迫られていた大阪府の思惑。
- オイルショックをきっかけとした堺市の財政難。

これらの条件が重なり、大阪府へ移管されることとなった。1975年に泉北ニュータウンの現在地へ移転したのち、1979年1月1日付で府立高校として移管され、大阪府立堺西高等学校に改編された。また長らく女子校として運営していたが、大阪府への移管直前の1976年入学生より学年進行で男女共学を実施している。
移転前の旧敷地には、堺市立陵西中学校が移転している。

### 年表
- 1907年4月1日 - 堺女子手芸学校が、堺市車之町1丁（現・堺区）に創立。
- 1924年 - 堺市立高等女学校と改称。
- 1927年11月1日 - 堺市耳原町1392番地（現・堺市堺区大仙西町2丁）に移転。
- 1943年4月1日 - 堺市立百舌鳥高等女学校を、堺市百舌鳥赤畑町（現・北区）に設立。
- 1948年 - 学制改革により堺市立高等女学校生徒は大阪府立三国丘高等学校・大阪府立泉陽高等学校に転学。堺市立百舌鳥高等女学校を堺市立百舌鳥高等学校へ改編。女子校とし堺市立工業高等学校内に同居。
- 1949年3月31日 - 堺市立高等女学校を廃校。
- 1949年4月5日 - 堺市立百舌鳥高等学校、元の百舌鳥赤畑町の校舎に復帰。
- 1949年12月12日 - 堺市立高等女学校跡地に、堺市立百舌鳥高等学校が移転。
- 1951年 - 堺市立堺高等学校と改称。
- 1960年 - 旧制堺市立高等女学校・堺市立堺高校の同窓会が合併。
- 1975年 - 堺市桃山台4丁（現在地）に移転。
- 1976年 - この年入学の生徒から男女共学とする。
- 1979年1月1日 - 大阪府に移管し、大阪府立堺西高等学校と改称。
- 2010年 - 「体育・芸術 表現創造」専門コースを設置。

## 出身者
- 久保いろは（モエヤン） - 元お笑いタレント。
- 前野悠介（クロスバー直撃） - お笑いタレント。
- 井尻貫太郎（ジュリエッタ） - お笑いタレント。
- 大津広次、淡路幸誠（きつね） - お笑いタレント。
- 上田遼馬（シュテンドウジ） - お笑いタレント。

## 交通
- 南海泉北線 栂・美木多駅 北へ約1.5km。
- 栂・美木多駅、阪和線 津久野駅から、南海バス 堺西高校前バス停。